# いわき市立草野小学校
いわき市立草野小学校（いわきしりつ くさのしょうがっこう）は、福島県いわき市平下神谷字宿にある公立小学校。通称は草小（くさしょう）。

## 概要
1873年（明治6年）6月10日、泉崎小学校として開校した。校庭には「大志の松（たいしのまつ）」がある。
2024年3月までは、2.5kmほど北に進んだ絹谷地区に「絹谷分校」を置いていた。
児童数451名、職員数28名（2014年4月1日現在）

## 絹谷分校
- 所在地：〒970-0101、福島県いわき市平絹谷字四反田24番地（北緯37度5分29.6秒 東経140度56分24.7秒 / 北緯37.091556度 東経140.940194度）
- 児童数21名、職員数4名（2014年4月1日時点[1]）
- 通学区域：平馬目（字池田、字官銀田、字作ノ内、字池下、字六反田、字竹ノ内、字木細工町、字仁工町、字沼ノ町、字筑田、磐ノ門）、平絹谷、平北神谷、平水品[4]

1877年2月15日に「絹谷小学校」として開校。その後1886年に発せられた小学校令により「絹谷簡易小学校」と改め、修業年限が3年となった。2024年3月31日閉校。4か月後の8月1日には閉校式を行った。

## 沿革
- 1873年（明治6年）6月10日 - 泉崎小学校として、光明寺に開校[5]。
- 1889年（明治22年）10月 - 下神谷尋常小学校および絹谷簡易小学校を統合し、泉崎に本校を設け「草野尋常小学校」に改称。絹谷地区に分教場を開設[5]。
- 1892年（明治25年）11月20日 - 下神谷地区に草野第一尋常小学校、絹谷地区に草野第二小学校を設置[5]。

## 教育目標
めざす児童像として「生き生きとした心豊かな草野の子ども」を、教育目標として「進んで学習する子ども」「心優しく、思いやりのある子ども」「ねばり強くたくましい子ども」を、それぞれ標榜している。

## 通学区域
- 平泉崎、平下神谷、平原高野、平馬目、平絹谷、平北神谷、平水品[10]

## 進学先中学校
- いわき市立草野中学校

## アクセス
- JR常磐線 - 草野駅より徒歩3分[要出典]。